# Бондар-Терещенко Ігор Євгенович
І́гор Євге́нович Бо́ндар-Тере́щенко  (відомий як ІБТ; 14 липня 1964, Харків) — український письменник, літературознавець, критик, брат художника Валерія Бондаря.

## Біографія
Закінчив архітектурний факультет Харківського інженерно-будівельного інституту (1986) і московський Літературний інститут імені О. М. Горького (1996).
Працював художником і викладачем реставраційної справи у 1988–91 роках, науковим співробітником і головним хранителем Харківського літературного музею у 1991–94 роках. Був редактором журналу «Український Засів» і дизайнером однойменноъ галереї у 1992–96 роках. Директор із наукової роботи в Харківському музеї народного мистецтва Слобожанщини у 1997–99 роках.
Є співредктором авангардистського журналу «Гігієна», від 2001 року — співредактор Харківського бюлетеня «Права людини». Засновник технологічного об'єднання «Жива Література» (1997), регіональний редактор журналу «Образотворче мистецтво».

## Відзнаки й нагороди
Аналітик року (1997). Міжнародний фонд «Смолоскип».
Мистецтвознавець року (2008). Національна спілка художників України.

### Поезія
1. Ulaskava. Книга поезій. — Харків, 1994.
2. Фібруарій. Книга поезій. — Львів, 1999. читати [Архівовано 2 липня 2010 у Wayback Machine.]
3. Лірень. Книга поезій. — Донецьк, 2000. читати [Архівовано 2 липня 2010 у Wayback Machine.]
4. Повернення Менелая. Драматична поема. — Донецьк: Кальміюс, 2000.
5. Поsтебня. Книга поезій. — Харків, 2001. читати [Архівовано 2 липня 2010 у Wayback Machine.]
6. Коза-Дерида. Книга поезій. — Харків, 2002. читати [Архівовано 2 липня 2010 у Wayback Machine.]
7. Автогеографія. Вибране. — Харків, 2008.
8. Сорока-бароко. Книга поезій. — Луцьк, 2009.
9. Бубна-козир. Книга поезій. — Івано-Франківськ, 2016

### Драматургія (радіоп'єси)
1. Моя і ваша (1992)
2. Що далі, Зозе? (1993)
3. Вечір навшпиньках (1995)
4. Пастка на миші (1995)
5. Чорний аспірин (1996)
6. Люна Росса (1997)
7. Золотий Любисток (1998)
8. Чвірка на флету (1999)

### Антології
1. Іменник. Антологія дев'яностих. — К.: Смолоскип, 1997.
2. Позадесятники. Поетична антологія. — Л.: Престиж Інформ, 1999.
3. Позадесятники-2. Поетична антологія. — Л.: Престиж Інформ, 2000.
4. Два міста. Zwei Städte. Антологія харківської та нюрнберзької поезії. — Х.: Майдан, 2000.
5. Слобожанська муза. Антологія любовної лірики Слобожанщини XVIII—ХХ ст. — Х.: Майдан, 2000.
6. У пошуку театру: Антологія молодої драматургії. — К.: Смолоскип, 2003.

### Літературно-критичні збірки
1. Текст-90-х: герої та персонажі. Літературно-критичні студії. — Тернопіль, 2003.
2. Neoліт. Літературно-критичні студії. — Луцьк, 2009.
3. НеEastWestная Украина. — Bookland, 2009.
4. Культпроsвіток. Літературно-критичні студії. — Луцьк, 2010.

### Наукові монографії
1. Ostмодерн: геопоетика, психологія, влада. Монографія. — Тернопіль, 2005.
2. У Задзеркаллі 1910 — 30-х рр. Монографія. — К., 2009.

## Відгуки
«ІБТ зробив з українською поезією те, що „Воплі Водоплясова“ зробили з українською естрадною піснею. Ці вірші мали б стати поетичними хітами, й золота українська молодіж мала б їх цитувати поряд із віршами Андруховича, Жадана, Дмитра Васильовича Павличка, Івана Федоровича Драча…»
Кальміюс
«Ігор Бондар-Терещенко — батько українського концептуалізму, який оформив це стороннє для національного контексту явище у 1990-х у проєкті „Жива література“, у серії поетичних книг („Поsтебня“, „Коза-Дерида“), а також у підсумкових для покоління X, Y, Z збірниках статей („Текст 1990-х“ та „Neoліт“)».
Политик Hall
"Так, це він, Ігор Бондар-Терещенко, один з апостолів українського постмодерну, який закликає покинути врешті «ту землю ім. Павсима Рильчини — величезного айсберга із закам'янілих фекалій соцреалізму».
Кур'єр Кривбасу
«Його дошкульні критичні статті не обминали увагою жодне більш-менш помітне літературне та й взагалі культурологічне явище. Власне кажучи, саме ядуча іронія статей ІБТ привертала увагу до того явища…»
Літературна Україна
«Почитайте його статті, i Ви плакатимете від радости, що він у нас таки e — цей дивакувато-відразливий ІБТ, сей геніяльний самоід. Сього Нарциса доби новітньоі украінської руіни ми ще оголосимо Святим украінського естетичного небуття…».
Вінницький край

## Інтерв'ю
- Інтерв'ю В'ячеславу Куріцину для журналу «Прочтение» (Санкт-Петербург), 2008 [Архівовано 15 червня 2009 у Wayback Machine.]
- Інтерв'ю Льву Пірогову для «Литературной газеты» (Москва), 2009 [Архівовано 16 лютого 2009 у Wayback Machine.]